# Gerardo Romano
Pour les articles homonymes, voir Romano.
Gerardo Romano, né le 6 juillet 1946 à Buenos Aires, est un avocat et acteur argentin.

## Filmographie sélective

### Cinéma
- 1986 : Miss Mary de María Luisa Bemberg - Ernesto
- 1989 : Corps perdus d'Eduardo de Gregorio - Carlos Mateoli
- 1990 : Moi, la pire de toutes de María Luisa Bemberg - Carlos de Sigüenza y Góngora
- 2001 : La fuga d'Eduardo Mignogna - Julio Bordiola
- 2014 : Betibú de Miguel Cohan - Luis Collazo
- 2014 : Necrofobia de Daniel de la Vega - père Gustavo
- 2016 : Me casé con un boludo de Juan Taratuto - Leika
- 2017 : Le Sommet de Santiago Mitre - le Chef de cabinet des ministres d'Argentine

### Télévision
- 1992 : El Sur de Carlos Saura - Carlos Manchón
- 2008 : Killer Women, épisode Noemí, desquiciada - Manuel
- 2016 : El Marginal - Antín